# Apanteles hyalinis
Apanteles hyalinis är en stekelart som beskrevs av Karl-Johan Hedqvist 1965. Apanteles hyalinis ingår i släktet Apanteles och familjen bracksteklar. Inga underarter finns listade i Catalogue of Life.